# گلژیگیت علیقلوف
گلژیگیت علیقلوف (قرقیزی: Гүлжигит Алыкулов؛ زادهٔ ۲۵ نوامبر ۲۰۰۰) بازیکن فوتبال اهل قرقیزستان است.
از باشگاه‌هایی که در آن بازی کرده‌است می‌توان به باشگاه فوتبال غیرت و باشگاه فوتبال نمان گرودنو اشاره کرد.
وی همچنین در تیم ملی فوتبال قرقیزستان بازی کرده‌است.